# Ratchaburi (provincie)
Ratchaburi is een Thaise provincie in het centrale gedeelte van Thailand. In december 2002 had de provincie 830.275 inwoners, het is daarmee de 27e provincie qua bevolking in Thailand. De oppervlakte bedraagt 5196,5 km², waarmee het de 43e provincie qua omvang in Thailand is. De provincie ligt op ongeveer 100 kilometer van Bangkok. Ratchaburi grenst aan de provincies/landen: Kanchanaburi, Nakhon Pathom, Samut Sakhon, Samut Songkhram, Phetchaburi en Myanmar.

## Provinciale symbolen
|  | Het provinciale zegel van Ratchaburi toont het koninklijke zwaard en de koninklijke sandalen, want Ratchaburi betekent stad van de koning, omdat koning Rama I er geboren is. De provinciale bloem is (Cassia bakeriana), en de provinciale boom is Wrightia pubescens. |

## Politiek

### Bestuurlijke indeling
De provincie is onderverdeeld in 9 districten (Amphoe) en 1 subdistrict (King Amphoe), die weer verdeeld zijn in 104 gemeenten (tambon) en 935 dorpen (moobaan).
| Amphoe 1. Mueang Ratchaburi 2. Chom Bueng 3. Suan Phueng 4. Damnoen Saduak 5. Ban Pong 1. Bang Phae 2. Photharam 3. Pak Tho 4. Wat Phleng | King Amphoe 1. Ban Kha |  |